# Димова труба Анаконди
Димова труба Анаконди (англ. Anaconda Copper Mining Company Smoke Stack) — цегляна димова труба колишнього мідеплавильного заводу в місті Анаконда штату Монтана, США. Вважається однією з найвищих цегляних споруд в світі (за деякими даними, є найвищою). Була зведена в 1918 році нью-йоркською будівельною компанією «Alphons Custodis Chimney Construction Company». Запущена 1919 року.
Споруда має висоту 178,3 м. Стоїть на бетонному фундаменті. Її внутрішній діаметр змінюється від 23 м в основі до 18 м у верхній частині. Товщина стін труби зменшується знизу вгору від 180 до 60 см. Труба призначалася для відведення димових газів з численних печей для випалу мідної руди і виплавки міді. Трубу розташували на вершині пагорба і з'єднали з мережею димоходів від печей, які перебували за декілька сотень метрів нижче по схилу. За рахунок природної тяги труба була здатна викидати в атмосферу до ста тисяч кубічних метрів газів на хвилину.
У 1980 році було вирішено закрити мідеплавильний завод в Анаконді, знести всі споруди, а територію рекультивувати. Мешканці Анаконди організували рух на захист труби. В результаті труба була збережена як пам'ятка та 9 квітня 1987 року внесена до Національного реєстру історичних місць США. Парк, заснований в 1986 році на місці мідеплавильного заводу, отримав назву «Anaconda Smoke Stack» («Димова труба Анаконда»).